# Брунов, Николай Иванович
Никола́й Ива́нович Бруно́в (13 (25) ноября 1898, Москва — 25 ноября 1971) — советский историк архитектуры, доктор искусствоведения (1943), действительный член Академии архитектуры СССР (1952).

## Биография
В 1920 году окончил историко-филологический факультет Московского университета, с 1934 года — профессор Московского архитектурного института. Пользовался большим авторитетом в научных кругах, имел многочисленные государственные награды, в том числе орден Ленина (1953 г.). Основной круг научных интересов — античная, византийская и древнерусская архитектура.

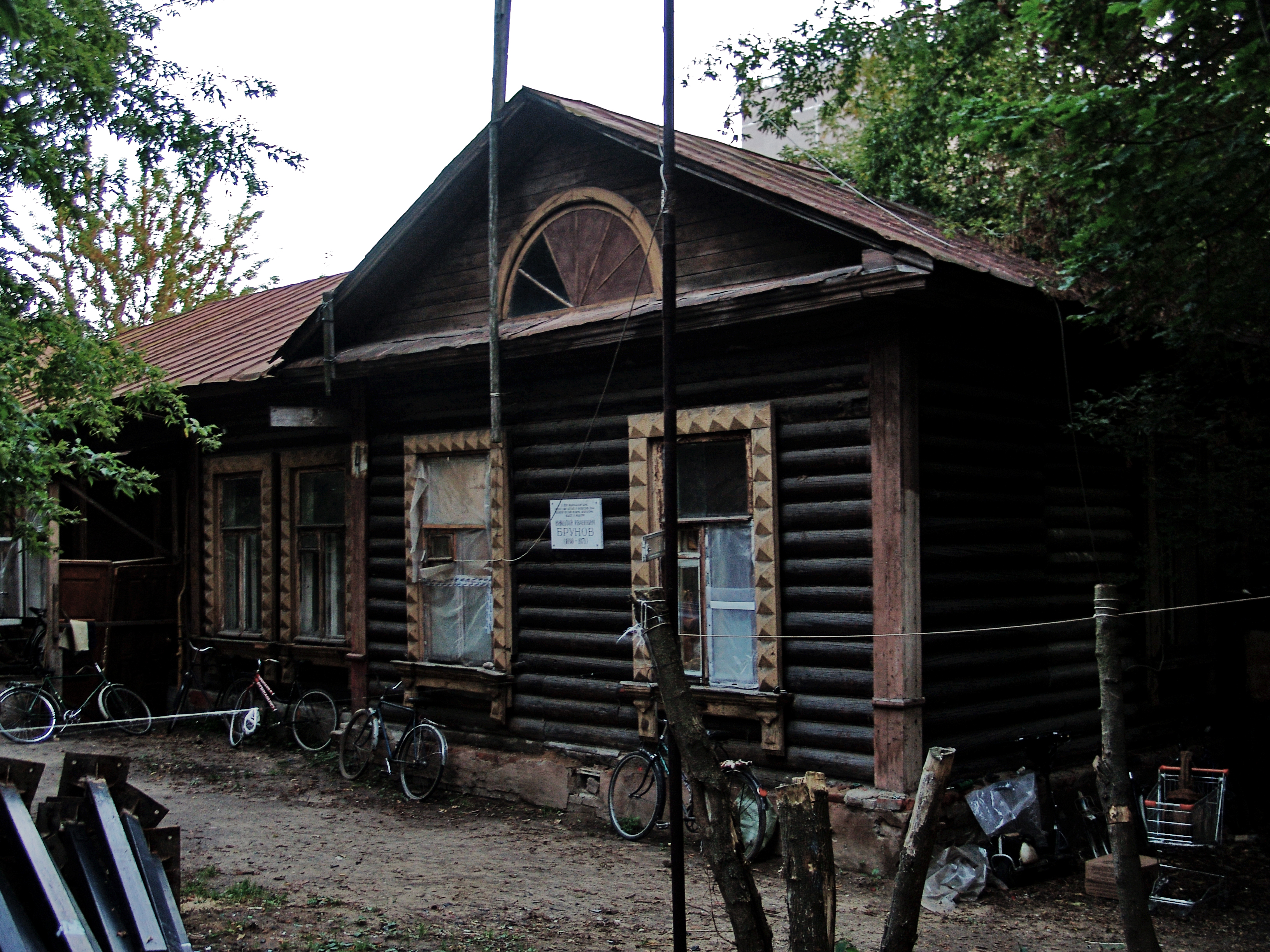
Дом, где в 1898—1910-х гг. жил Н. И. Брунов. г. Электроугли

Похоронен на кладбище с. Изварино Кунцевского района Московской области (ныне — Новомосковский административный округ Москвы).

## Основные работы
Книги
- «Очерки по истории архитектуры». Т. 1-2. М.: Academia, 1935—1937 (Переиздание: М.: Центрполиграф, 2003)
- «Рим. Архитектура эпохи барокко» (1937)
- «Альбом архитектурных стилей» (М., 1937)
- «Дворцы Франции XVII—XVIII веков» (М., 1938)
- «Пропорции античной и средневековой архитектуры»
- «Эрехтейон»
- Брунов Н. И. Московский Кремль / Под общ. ред. Б. М. Иофана; Фотоил.: А. Н. Телешов. — М.: Изд-во Академии архитектуры СССР, 1948. — 30, [34] с. — (Беседы по архитектуре). — 15 000 экз.
- «Мастера древнерусского зодчества» (М., 1953)
- «Памятники афинского Акрополя. Парфенон и Эрехтейон» (1973; посм.).
- «Храм Василия Блаженного в Москве (Покровский собор)» (1988; посм.)

Статьи
- Une église byzantine а̀ Chersonèse // L’art byzantine chez les Slaves. P., 1930. Pt. 3;
- Киевская София — древнейший памятник русской архитектуры // Византийский временник. 1950. Т. 3;
- Архитектура Византии // Всеобщая история архитектуры. М.; Л., 1966. Т. 3.